# Dilla (Äthiopien)
Dilla oder Dila (Ge'ez ዲላ) ist die Hauptstadt der Gedeo-Zone in der Region Südäthiopien in Äthiopien. Sie liegt etwa 405 Kilometer südlich von Addis Abeba. Innerhalb der Gedeo-Zone gehört sie zur Woreda Wenago.

## Bevölkerung
Nach Angaben der Zentralen Statistikagentur hatte Dilla 2005 61.114 Einwohner. Diese gehören zahlreichen verschiedenen Volks- und Sprachgruppen an. 1994 waren von 33.734 Einwohnern 25,58 % Amharen, 14,37 % Gedeo, 12,57 % Oromo, 11,39 % Silt'e, 8,01 % Soddo-Gurage, 7,06 % Wolaytta, 5,6 % Sebat-Bet-Gurage, 5,47 % Sidama, 3,11 % Werji, 1,9 % Dorze und 1,7 % Tigray. Als Muttersprache sprachen 55,39 % Amharisch, 13,02 % Gedeo, 7,95 % Oromo, 4,82 % Wolaytta, 4,96 % Sidama, 4,64 % Silt'e, 2,84 % Soddo, 2,55 % Gurage, und 1,57 % Dorze.

## Geschichte
Als eine deutsche ethnologische Expedition in den 1930er Jahren Dilla besuchte, schienen die Guji-Oromo erst vor kurzer Zeit in das Gebiet vorgedrungen zu sein und waren dabei, sich als sesshafte Bauern niederzulassen. Bei den umliegenden Volksgruppen waren sie gefürchtet. Zugleich wurde Dilla als traditionsreicher Kaffeemarkt beschrieben. Einer italienischen Quelle von 1938 zufolge (vgl. Italienisch-Ostafrika) hatte Dilla rund 800 Bewohner und einen bedeutenden Markt, zudem Post, Telegraphenverbindung, Gesundheitsposten, Mühle und Kirche. Die Straßen nach Hagere Mariam und nach Wendo waren in schlechtem Zustand.
1941 rückten britische Truppen, die soeben Shashemene von den Italienern erobert hatten, in Richtung Dilla vor. Es gelang ihnen, den Rückzugsweg der Italiener abzuschneiden und sie am Ostufer des Abajasees zu blockieren, sodass sie in Gefangenschaft gerieten oder ungeordnet nach Soddo flohen. Nach dem Abzug der Italiener brachen Kämpfe zwischen den Guji und Gedeo aus, und das Grenzgebiet zwischen beiden Gruppen blieb monatelang menschenleer.
Ab den 1950er Jahren wurden Missionare in Dilla aktiv und betrieben u. a. Schulen und Krankenhäuser. In den 1960er Jahren erwogen die französisch-äthiopische Bahngesellschaft und die Regierungen von Äthiopien und Frankreich, eine 310 km lange Eisenbahnstrecke von Nazret/Adama nach Dilla zu bauen, und jugoslawische Experten beurteilten diese Pläne als durchführenswert, doch sie wurden nie verwirklicht. Die Reise nach Addis Abeba dauerte 1953 noch drei Wochen, 1965 nur mehr 10 Stunden. 1964 wurden erstmals Dieselgeneratoren in Betrieb genommen. Laut offiziellen Statistiken von 1965 waren 1.210 Behausungen in Dilla im Besitz der Bewohner, 1.640 gemietet, zu 90 gab es keine näheren Angaben. 2.000 Haushalte nutzten Wasser aus Brunnen, 940 aus Flüssen, keiner verfügte über fließendes Wasser. 0,7 % der Haushalte hatten Toiletten mit Spülung, 57,1 % hatten Latrinen und 42,2 % hatten keine derartigen Einrichtungen. In Dilla lebten 4.070 Männer und 3.670 Frauen über 10 Jahren. 30,2 % der Männer und 5,2 % der Frauen konnten lesen. 17 % der Männer und 18 % der Frauen waren in der Stadt geboren.
1967 wurden 11.287 Bewohner gezählt, wovon 37 % in der Stadt geboren waren. Die Analphabetenquote lag bei 80,4 %. 36 % sprachen Amharisch, 27 % Gurage und 17 % Oromo als Muttersprache. 42 % der Erwerbstätigen arbeiteten im Handel und 14 % in der Landwirtschaft. Es gab 42 Telefonnummern. 1969 nach die äthiopische Regierung einen Kredit der Bundesrepublik Deutschland für den Bau einer Straße von Dilla nach Moyale an. 1975 hatte die Stadt 18.898 Einwohner, 1978 gab es drei Tankstellen.
An einer Konferenz 1994 einigten sich die verschiedenen Missionsorganisationen darauf, welche von ihnen welche noch nicht erreichten Volksgruppen missionieren sollte, um Doppelspurigkeiten zu vermeiden. Am 22. Juli 1998 gab es gewaltsame Auseinandersetzungen in Dilla, bei denen über 140 Menschen getötet wurden. Im selben Jahr wurde die Lehrerausbildungsstätte von Dilla an die Universität des Südens/Universität Awassa angegliedert.